# Guanyinjing
Guanyinjing (kinesiska: 观音井镇, 观音井) är en köping i Kina. Den ligger i provinsen Sichuan, i den sydvästra delen av landet, omkring 260 kilometer nordost om provinshuvudstaden Chengdu. Antalet invånare är 15 629. Befolkningen består av 7 757 kvinnor och 7 872 män. Barn under 15 år utgör 23,0 %, vuxna 15-64 år 60 %, och äldre över 65 år 15,0 %.
Genomsnittlig årsnederbörd är 1 503 millimeter. Den regnigaste månaden är juli, med i genomsnitt 297 mm nederbörd, och den torraste är december, med 7 mm nederbörd.